# Elmer (Software)
Elmer ist ein Finite-Elemente-Programm, mit dem strukturmechanische Simulationen und numerische Strömungssimulationen berechnet werden können. Es wird als freie Software unter der GNU General Public License (GPL, Version 2) verbreitet. Elmer eignet sich dazu, zwei- oder dreidimensionale Finite-Elemente-Analysen durchzuführen.
Elmer wurde mit Fördergeldern der finnischen Regierung vom CSC, dem finnischen Computerwissenschaftszentrum, in Kooperation mit finnischen Universitäten und Unternehmen entwickelt.

## Geschichte
Die Entwicklung von Elmer wurde 1995 im Rahmen eines nationalen CFD-Technologieprogramms gestartet, das von der finnischen Förderagentur für Technologie und Innovation, Tekes, finanziert wurde. Zu den ursprünglichen Entwicklungskonsortien gehörten Partner des CSC – IT Center for Science. Nach Abschluss des fünfjährigen Erstprojekts wurde die Entwicklung von CSC in verschiedenen Anwendungsbereichen fortgesetzt.

## Bestandteile

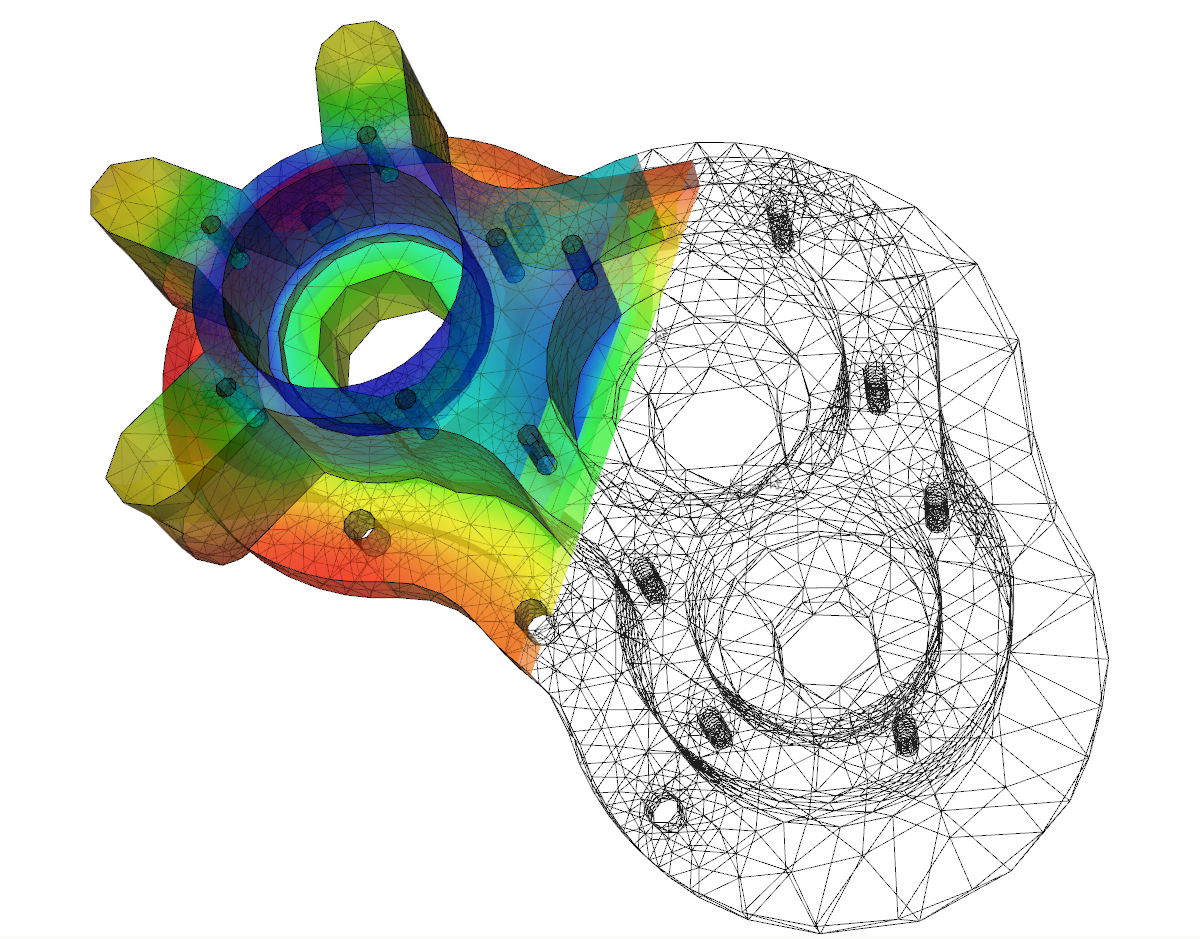
Wärmemodell eines Pumpengehäuses, das mit dem Tool ElmerPost visualisiert wurde.

Zu Elmer gehören mehrere, zum Teil aufeinander aufbauende Module.

### ElmerGUI
Bei ElmerGUI handelt es sich um die grafische Benutzeroberfläche, auf Basis des Qt-Frameworkes. Die Entwicklung daran begann erst 2008. Mit ElmerGUI kann die Problemlösung einfach über programmierbare Menüstrukturen erfolgen, die die Modifikation der GUI sehr einfach machen. ElmerGUI steuert auch die Ausführung der Binärdateien ElmerSolver und ElmerPost und beinhaltet einen Echtzeit-Konvergenzmonitor.

### ElmerSolver
Hierbei handelt es sich um die zentrale Lösungskomponente der Software. Sie enthält eine große Anzahl von Finite-Elemente-Bibliothekswerkzeugen, die es dem Anwender ermöglichen, neue Gleichungslöser wirtschaftlich zu schreiben. Diese spezifischen Gleichungslöser sind hauptsächlich als dynamische Bibliotheken mit Standardschnittstellen verfügbar und können auf Anfrage mit dem Hauptprogramm verknüpft werden.

### ElmerPost
ElmerPost ist ein Postprozessor. Er wird nicht mehr weiterentwickelt. ElmerPost verwendet Mesa-3D- und TCL/TK-Grafikbibliotheken.

### ElmerGrid
ElmerGrid ermöglicht die Generation von einfach strukturierten Netzen und kann für Netzmanipulations- und Transformationsaufgaben verschiedenster Art eingesetzt werden.

### ElmerFront
Hierbei handelt es sich um die ehemalige grafische Benutzeroberfläche, die durch ElmerGUI ersetzt wurde. Sie wird nicht mehr weiterentwickelt, ist allerdings dennoch im Softwarepaket enthalten und kann jederzeit genutzt werden.

### Mesh2D
Dabei handelt es sich um einen Delaunay-Triangulator, der von ElmerFront aufgerufen wurde, allerdings auch separat aufgerufen werden kann.
Es stellt das Standardwerkzeug zur Netzgenerierung, das für adaptive Berechnungen verwendet wird, dar.

### ViewFactors
Dabei handelt es sich um ein Programm zur Berechnung von Sichtfaktoren, die bei einigen Strahlungsproblemen bestimmt werden müssen. Es wird vom ElmerSolver aufgerufen.